# Beth Ditto
Mary Beth Patterson (Searcy, Arkansas, 19 februari 1981) is een Amerikaanse zangeres en actrice, die vooral bekend is onder de naam Beth Ditto. Ze is tevens de zangeres van de Amerikaanse rockband Gossip. In België en Nederland is zij bekend geworden als soloartiest met het nummer I Wrote The Book. Begin april 2017 kwam haar single Fire uit. Beth is openlijk lesbisch en staat bekend om haar support voor lhbt-rechten, feminisme en body positivity.
Ze maakte in 2018 haar acteerdebuut in de film Don't Worry, He Won't Get Far on Foot. In 2019 speelde ze de rol van Bets in de tv-serie On Becoming a God in Central Florida.

## Privéleven
Ditto, die openlijk lesbisch is, staat bekend om haar uitspraken over homoseksualiteit en feminisme.

## Discografie

### Singles
| Single met eventuele hitnotering(en) in de Nederlandse Top 40 | Datum van verschijnen | Datum van binnenkomst | Hoogste positie | Aantal weken | Opmerkingen              |
| ------------------------------------------------------------- | --------------------- | --------------------- | --------------- | ------------ | ------------------------ |
| I wrote the book                                              | 10-01-2011            | 26-03-2011            | 29              | 4            | #28 in de Single Top 100 |

| Single met hitnotering(en) in de Vlaamse Ultratop 50 | Datum van verschijnen | Datum van binnenkomst | Hoogste positie | Aantal weken | Opmerkingen |
| ---------------------------------------------------- | --------------------- | --------------------- | --------------- | ------------ | ----------- |
| I wrote the book                                     | 2011                  | 19-02-2011            | 6               | 19           |             |
| Open heart surgery                                   | 02-05-2011            | 28-05-2011            | tip18           | -            |             |
| Running low                                          | 16-06-2014            | 28-06-2014            | 1(1wk)          | 17           | met Netsky  |
| Fire                                                 | 03-04-2017            | 15-04-2017            | tip             | -            |             |
| In and Out                                           | 2017                  | 08-07-2017            | tip31           | -            |             |

- Bibliothèque nationale de France: cb16504691m (data)
- Gemeinsame Normdatei: 102707989X
- International Standard Name Identifier: 0000 0001 1881 5759
- Library of Congress Control Number: n2009078284
- MusicBrainz: a23b8dc2-97f4-4eab-a76d-dc3b2ef4b537
- Nationale Bibliotheek van Tsjechië: js20100630001
- Système universitaire de documentation: 221075984
- Virtual International Authority File: 121588723
- WorldCat: E39PBJfRxkWC9tFmkjccpBMwYP